# Overwerk
Edmond Etien Huszar, plus connu sous son nom de scène OVERWERK, est un DJ, producteur de musique et graphiste canadien, né le 6 septembre 1989 à London, en Ontario.
Actif depuis 2010, sa musique est souvent décrite comme de la musique electro house ou complextro. D'après LA Weekly, sa musique combine des passages « dramatiques et orchestraux » avec des « synthés dentelés et des lignes de basse profondes ». Depuis 2012, il a sorti 4 EPs et plusieurs singles, dont il a lui-même dessiné les pochettes. Son single Exist, sorti en 2014, a reçu un score de 10/10 par Beatsmedia[réf. nécessaire], et le magazine Vibe l'a désignée dans le « Top 10 des sorties musicales de la semaine catégorie Dance »,.
OVERWERK est également connu pour ses remix de sons comme Rather Be de Clean Bandit. Il a réalisé des tournées au Canada, en Europe et aux États-Unis, en première partie d'artistes comme Avicii, et a été présent sur de nombreux festivals. Il a gagné en 2014 le prix New Canadian Music Vista Prize et ses sons apparaissent régulièrement dans des publicités pour des marques, telles que GoPro, Gucci, Lamborghini, Chrysler, le magazine Vogue, et le magazine Fortune. 
Il a également composé la chanson Pressure pour le jeu vidéo Les Sims 4.

## Distinctions
| Année | Récompensé par            | Nomination | Catégorie                 | Résultat |
| ----- | ------------------------- | ---------- | ------------------------- | -------- |
| 2013  | Symphonic Distribution    | OVERWERK   | Nouvel artiste de l'année | Lauréat  |
| 2014  | New Canadian Music Awards | OVERWERK   | Prix de la musique Vista  | Lauréat  |

## Discographie

### EPs
| Année | Album       | Morceaux                                                                         | Sortie |
| ----- | ----------- | -------------------------------------------------------------------------------- | --- |
| 2011  | The Nth º   | 1. The Nth ° 2. Alive 3. Odyssey 4. Buzzin' 5. Paradigm ft Nick Nikon 6. Contact | - Sortie : 30 novembre 2011 / 11 janvier 2012 - Label : Fabrik - Format : Téléchargement au format numérique               |
| 2012  | After Hours | 1. Daybreak 2. Relapse 3. Signal 4. Last Call 5. Night Shift 6. Waves (Outro)    | - Sortie : 28 novembre 2012 - Label : Fabrik - Format : Téléchargement au format numérique                                 |
| 2013  | Conquer     | 1. Rise 2. Force 3. Control ft Nick Nikon 4. Conquer                             | - Sortie : 27 novembre 2013 / 10 décembre 2013 - Label : Autopublié / Fabrik - Format : Téléchargement au format numérique |
| 2015  | Canon       | 1. Canon 2. Toccata 3. Create 4. Canon Pt. II 5. Winter                          | - Sortie : 3 novembre 2015 - Label : Autopublié / Fabrik - Format : Téléchargement au format numérique                     |
| 2023  | More        | 1. Us 2. Apart 3. Of 4. Something 5. More                                        | - Sortie : 24 novembre 2023 - Label : Autopublié / Fabrik - Format : Téléchargement au format numérique                    |

### LPs
| Année | Titre de l'album | Morceaux | Sortie |
| ----- | ---------------- | --- | --- |
| 2017  | State            | 1. Funeral 2. Phase 3. Moments ft. Black Atlass 4. Reflect (Interlude) 5. Revival 6. Need 7. Calling ft. Nikon 8. Know ft. MARS 9. Hindsight (Interlude) 10. Nights 11. Electricity ft. Aistis 12. Reign                          | - Sortie : 16 septembre 2017 - Label : Autopublié / Fabrik - Format : Téléchargement au format numérique, CD      |
| 2019  | Altered State    | 1. Need (alt) 2. Reflect (alt) 3. Moments (alt) 4. Phase (éalt) 5. Calling (Gigamesh Relix) 6. Calling (Roisto Remix) 7. Know (Stoto Remix) 8. Know (Mire Remix) 9. Nights (Joris Delacroix remix) 10. Electricity (Attlas Remix) | - Sortie : 22 mars 2019 - Label : Autopublié / Fabrik - Format : Téléchargement au format numérique, CD           |
| 2021  | Vessel           | 1. Parallel w/ Pilotpriest 2. Geist 3. Pressence 4. Pictures 5. Bridge 6. Sense ft. iKell 7. Resontate 8. Beyond | - Sortie : 17 mars 2021 - Label : Autopublié / Fabrik - Format : Téléchargement au format numérique, vinyle et CD |

### Singles
| Année | Titre                                              | Album            | Date de sortie                   |
| ----- | -------------------------------------------------- | ---------------- | -------------------------------- |
| 2011  | The Nth º                                          | The Nth º        | Paradigm (30 novembre 2011)      |
| 2011  | Paradigm (ft. Nick Nikon)                          | The Nth º        | Paradigm (30 novembre 2011)      |
| 2012  | House (ft. Nick Nikon)                             | Single seulement | Monstercat (MCS007) (9 mai 2012) |
| 2012  | Daybreak                                           | After Hours      | Fabrik (17 octobre 2012)         |
| 2013  | 12:30                                              | Single seulement | Soundcloud (21 mars 2013)        |
| 2013  | Matter                                             | Single seulement | Fabrik (27 juin 2013)            |
| 2013  | Conquer                                            | Conquer          | Fabrik (27 novembre 2013)        |
| 2014  | Faint (Linkin Park Remix)                          | Single seulement | 26 Février 2014                  |
| 2014  | Exist                                              | Single 2 pistes  | Fabrik (23 juin 2014)            |
| 2014  | Exist (Club Mix)                                   | Single 2 pistes  | Fabrik (23 juin 2014)            |
| 2015  | I Feel Better (ft. Nick Nikon)                     | Single seulement | Fabrik (11 février 2015)         |
| 2016  | Move Your Body fr. Mars (Sia Cover)                | Single seulement | 22 juin 2016                     |
| 2016  | Anthology (Daft Punk Tribute)                      | Single seulement | 23 août 2016                     |
| 2016  | WYWF (Gwen Stefani Remix)                          | Single seulement | 20 décembre 2016                 |
| 2019  | Virtue                                             | Single seulement | 3 juin 2019                      |
| 2020  | Stars (Calvin Harris Cover)                        | Single seulement | 4 septembre 2020                 |
| 2020  | Beyond                                             | Vessel           | 23 octobre 2020                  |
| 2021  | I'm Fine (Apashe Remix)                            | Single seulement | 4 février 2021                   |
| 2021  | Pictures                                           | Vessel           | 12 février 2021                  |
| 2021  | ORIGIN pt. I                                       | ORIGIN           | 24 novembre 2021                 |
| 2021  | ORIGIN pt. II                                      | ORIGIN           | 24 novembre 2021                 |
| 2022  | Feedback (ft. Jordan Macdonald)                    | Feedback         | 24 mars 2022                     |
| 2022  | Feedback (Extended Version) (ft. Jordan Macdonald) | Feedback         | 24 mars 2022                     |